# The Foundling and Other Tales of Prydain
The Foundling and Other Tales of Prydain è una raccolta di storie high fantasy scritta da Lloyd Alexander e illustrata da Margot Zemach, pubblicata per la prima volta nel 1973 da Henry Holt and Company negli Stati Uniti d'America

## Struttura
L'edizione del 1973 contava sei storie, mentre nella ristampa del 1999 furono aggiunti altri due, per un totale di otto storie:
- Author's Note (Note dell'autore) (1973)
- Map (1968, disegnata da Evaline Ness)
- The foundling (Il trovatello)
- The stone (La pietra)
- The true enchanter (Il vero incantatore)
- The rascal crow (Il furfante)
- The sword (La spada)
- The smith, the weaver, and the harper (il fabbro, il tessitore e l'arpista)
- Coll and his white pig (Coll e il suo maiale bianco)
- The truthful harp (L'arpa sincera)
- Prydain Pronunciation Guide (1999)
- About the Author (1973)

## Trama
The Foundling
Le streghe Orddu, Orwen e Orgoch trovano un bambino in una cesta vicino alla palude, lo chiamano Dallben, lo accolgono e lo allevano come aiutante ignaro del mondo esterno. Quando una pozione bollente spruzza sulle sue dita, le mette in bocca e guadagna "l'apprendimento insieme [al dolore]", costretto però ad andarsene a causa di ciò, anche se con una scelta di regali di addio. Declina una spada magica e un'arpa magica che lo renderebbero rispettivamente il più grande guerriero o il più grande bardo di Prydain e sceglie invece il massiccio "Libro dei Tre", che "contiene tutto ciò che è stato conosciuto, viene conosciuto e sarà conosciuto". L'assidua lettura gli porta gioia, lacrime e speranza, ma lo fa diventare invecchiare anzitempo donandogli una bianca capigliatura.
The Stone
Il contadino Maibon incontra Dallben a piedi e improvvisamente teme di essere invecchiato. Fortunatamente salva Doli del Popolo Fatato dalla caduta di un albero guadagnandosi così un favore: esige una pietra leggendaria che trattiene il suo proprietario dall'invecchiamento e insiste nonostante gli avvertimenti. Le sue uova di gallina non si schiudono, la sua mucca non si ingrossa, i suoi raccolti non crescono, e al suo bambino non crescono i denti. La getta quindi via, ma non molto lontano, ma quest'ultima inspiegabilmente ritorna ed egli tenta di distruggerla inutilmente. Maibon incontra di nuovo il nano, il quale gli impartisce una breve lezione e gli permette di restituire la pietra.
The True Enchanter
La regina Regat chiama tutti gli "incantatori della più alta abilità" per trovare un degno sposo in occasione del matrimonio della principessa Angharad. Ella, tuttavia, non è impressionata da due stregoni e si innamora di chi parla con "parole comuni e tranquille", ammettendo che "ti ho solo aiutato a immaginare queste cose per essere più di ciò che sono". I due allora fuggono, sfuggendo agli incantesimi degli stregoni.
The Rascal Crow
Medwyn costruisce una nave, salvando tutti gli animali di Prydain da una grande alluvione, avvertendoli che Arawn progetta di renderli schiavi. Essi spiegano come la loro specie li aiuterà a resistere, mentre Kadwyr il corvo li schernisce uno ad uno, poiché crede di essere il più sicuro e più capace, con il suo robusto nido, la sua velocità, il suo occhio acuto e il suo becco acuto. Quando il cacciatore arriva, Kadwyr si rompe sbadatamente un'ala ed è costretto a fuggire a piedi. Viene fortunatamente però salvato dai moscerini, dai ragni e dalla tartaruga.
The Sword
Rhitta, diventato re, eredita la spada magica dei re di Prydain, Dyrnwyn. Durante una battuta di caccia di piacere, gli accompagnatori del re danneggiano un ovile. Il re promette quindi ad Amrys il pastore di ricostruirla. Durante un'altra battuta di caccia, le pecore fuggono improvvisamente, causando l'ira del re, il quale fa giustiziare il pastore.
Il re annuncia di risarcire la famiglia, ma una macchia scura di sangue appare sul fodero di Dyrnwyn. Rhitta diventa un tiranno spietato di giorno e un uomo stregato di notte. La macchia di sangue si diffonde e non è più possibile sguainare la spada dal fodero. Inoltre, costruisce una miriade di camere sotterranee, dorme con una guardia del corpo e si trasferisce in una nuova ogni notte. Un giorno afferra la spada per colpire il fantasma di Amrys e la fiamma dall'impugnatura uccide tutti nella stanza.
The Smith, the Weaver, and the Harper
Arawn prende le sembianze umane per rubare l'equipaggiamento magico usato dai più grandi artigiani di Prydain, sottraendo a Iscovan il fabbro il suo martello e a Follin il tessitore la sua spola, ma Menwy il bardo avvertendo l'inganno rifiuta di cedere la sua arpa. Arawn, adirato, colpisce quest'ultima frantumandola, che inspiegabilmente non suona, suscitando l'ilarità di Menwy che ride in segno di sfida. 
Coll and His White Pig
Coll si ritira dalla guerra ritornando a svolgere il mestiere di contadino. I cavalieri, tuttavia, rubano il suo maiale bianco Hen Wen. Durante l'estenuante inseguimento, Coll si riposa sotto un albero di nocciola, di cui mangia i frutti, e salva un gufo, imparando dal padre che ogni noce che ha mangiato è "un giorno che ti ha dato la possibilità di comprendere il linguaggio degli uccelli e degli animali". Il gufo si unisce alla sua ricerca, così come il cervo e la talpa che salva lungo la strada. Coll trova Hen Wen prigioniero in una buca di Annuvin, dove il gufo e il cervo mandano in fuga gli uccelli da caccia e i cavalieri di Arawn. Coll salta nel pozzo e fugge con il suo maiale attraverso un tunnel scavato da migliaia di talpe. Tornato a casa, i suoi campi e giardini sono fioriti, perché il mago Dallben si è trasferito lì durante la sua assenza.
The Truthful Harp
Flewddur Flam è il re di un piccolo regno e studia per diventare un bardo, ma fallisce l'esame orale, frantumando la sua arpa nel tentativo di suonarla. Riceve quindi in dono un'arpa magica con la quale inizia a peregrinare. Durante il viaggio, dà il suo mantello a un uomo povero, salva un bambino da un fiume in piena e un uomo che lo ha sconfitto. Una corda dell'arpa si rompe ogni volta che dice una bugia, soprattutto quando sminuisce le sue buone azioni.

## Edizioni
- Lloyd Alexander, The Foundling, and Other Tales of Prydain, New York, Holt, Rinehart and Winston, 1973, ISBN 0-03-007431-2.
- Lloyd Alexander, The Foundling and Other Tales of Prydain, New York, Henry Holt and Company, 1999, ISBN 0-8050-6130-4.